# Mocorito, Sinaloa

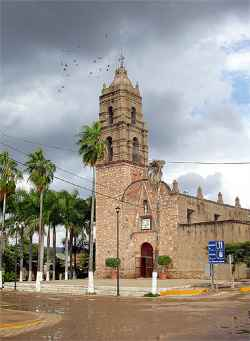
Giáo đường Immaculate Conception tại Mocorito.

Mocorito, Sinaloa là thành phố ở bang Sinaloa, México. Dân số theo điều tra năm 2000 là 50.082 người.

## Khí hậu
| Dữ liệu khí hậu của Mocorito (1951–2010) | Dữ liệu khí hậu của Mocorito (1951–2010) | Dữ liệu khí hậu của Mocorito (1951–2010) | Dữ liệu khí hậu của Mocorito (1951–2010) | Dữ liệu khí hậu của Mocorito (1951–2010) | Dữ liệu khí hậu của Mocorito (1951–2010) | Dữ liệu khí hậu của Mocorito (1951–2010) | Dữ liệu khí hậu của Mocorito (1951–2010) | Dữ liệu khí hậu của Mocorito (1951–2010) | Dữ liệu khí hậu của Mocorito (1951–2010) | Dữ liệu khí hậu của Mocorito (1951–2010) | Dữ liệu khí hậu của Mocorito (1951–2010) | Dữ liệu khí hậu của Mocorito (1951–2010) | Dữ liệu khí hậu của Mocorito (1951–2010) |
| Tháng                                    | 1                                        | 2                                        | 3                                        | 4                                        | 5                                        | 6                                        | 7                                        | 8                                        | 9                                        | 10                                       | 11                                       | 12                                       | Năm                                      |
| ---------------------------------------- | ---------------------------------------- | ---------------------------------------- | ---------------------------------------- | ---------------------------------------- | ---------------------------------------- | ---------------------------------------- | ---------------------------------------- | ---------------------------------------- | ---------------------------------------- | ---------------------------------------- | ---------------------------------------- | ---------------------------------------- | ---------------------------------------- |
| Cao kỉ lục °C (°F)                       | 39.0 (102.2)                             | 38.0 (100.4)                             | 38.5 (101.3)                             | 42.5 (108.5)                             | 44.0 (111.2)                             | 45.0 (113.0)                             | 43.5 (110.3)                             | 42.0 (107.6)                             | 42.0 (107.6)                             | 42.0 (107.6)                             | 39.5 (103.1)                             | 35.5 (95.9)                              | 45.0 (113.0)                             |
| Trung bình ngày tối đa °C (°F)           | 26.9 (80.4)                              | 28.6 (83.5)                              | 31.2 (88.2)                              | 34.3 (93.7)                              | 37.0 (98.6)                              | 38.0 (100.4)                             | 36.1 (97.0)                              | 35.0 (95.0)                              | 34.7 (94.5)                              | 33.8 (92.8)                              | 30.9 (87.6)                              | 27.4 (81.3)                              | 32.8 (91.0)                              |
| Trung bình ngày °C (°F)                  | 18.6 (65.5)                              | 19.6 (67.3)                              | 21.3 (70.3)                              | 24.1 (75.4)                              | 27.3 (81.1)                              | 30.7 (87.3)                              | 30.2 (86.4)                              | 29.3 (84.7)                              | 29.0 (84.2)                              | 27.0 (80.6)                              | 23.0 (73.4)                              | 19.4 (66.9)                              | 25.0 (77.0)                              |
| Tối thiểu trung bình ngày °C (°F)        | 10.4 (50.7)                              | 10.6 (51.1)                              | 11.5 (52.7)                              | 13.8 (56.8)                              | 17.5 (63.5)                              | 23.3 (73.9)                              | 24.3 (75.7)                              | 23.6 (74.5)                              | 23.3 (73.9)                              | 20.2 (68.4)                              | 15.0 (59.0)                              | 11.3 (52.3)                              | 17.1 (62.8)                              |
| Thấp kỉ lục °C (°F)                      | 1.5 (34.7)                               | −4.0 (24.8)                              | 3.0 (37.4)                               | 5.5 (41.9)                               | 9.0 (48.2)                               | 12.0 (53.6)                              | 14.0 (57.2)                              | 8.0 (46.4)                               | 11.0 (51.8)                              | 5.5 (41.9)                               | 6.0 (42.8)                               | 2.0 (35.6)                               | −4.0 (24.8)                              |
| Lượng Giáng thủy trung bình mm (inches)  | 25.4 (1.00)                              | 12.6 (0.50)                              | 3.9 (0.15)                               | 1.4 (0.06)                               | 2.3 (0.09)                               | 28.0 (1.10)                              | 178.2 (7.02)                             | 198.9 (7.83)                             | 125.6 (4.94)                             | 50.6 (1.99)                              | 25.8 (1.02)                              | 23.3 (0.92)                              | 676.0 (26.61)                            |
| Số ngày giáng thủy trung bình (≥ 0.1 mm) | 2.5                                      | 1.5                                      | 0.7                                      | 0.2                                      | 0.3                                      | 2.8                                      | 13.2                                     | 14.3                                     | 9.2                                      | 3.5                                      | 1.8                                      | 2.4                                      | 52.4                                     |
| Nguồn: Servicio Meteorologico Nacional   |                                          |                                          |                                          |                                          |                                          |                                          |                                          |                                          |                                          |                                          |                                          |                                          |                                          |